# Sauðafell (bergstopp)
Sauðafell är en bergstopp i republiken Island. Den ligger i regionen Norðurland vestra, 180 km nordost om huvudstaden Reykjavík. Toppen på Sauðafell är 693 meter över havet, eller 240 meter över den omgivande terrängen. Bredden vid basen är 6,5 km.
Trakten runt Sauðafell är nära nog obefolkad, med mindre än två invånare per kvadratkilometer. Det finns inga samhällen i närheten. Trakten runt Sauðafell består i huvudsak av gräsmarker.